# سامانه پیچیده
سامانه پیچیده
به سامانه‌ای پرتعداد از اجزاء کوچکتر گفته می‌شود که با یک دیگر و پدیده‌های خارج از سامانه برهم‌کنش‌هایی دارند و به این علت پیچیده گفته می‌شوند. سامانه پیچیده رفتارهایی از خود بروز می‌دهد که از رفتار اجزاء به تنهایی قابل استنتاج نیست.
و برای فهم این رفتار باید در نگاهی کل‌نگرانه به جای نگاه کلاسیک گذشته رفتار کلی این سامانه را بررسی کنیم نه رفتار جداگانه هر جزء آن. مدل کردن رفتار این سامانه‌ها ذاتاً دشوار است. وابستگی تک تک اجزا به هم و برهمکنش سامانه با محیط اطراف، شرایط پیچیده‌ای از خود بروز می‌دهند. سامانه غیر خطی، برامدگی، سامانه‌های انطباقی پیچیده، نظم خودجوش و فیدبک مثال‌هایی از این رفتارها هستند.
به زبان ساده اینطور می‌توان گفت که کسی نمی‌پذیرد یک نورون دارای آگاهی است، اما مجموعه تعداد زیادی از آن‌ها به عنوان مغز، آگاه و هشیار است. درست مانند یک اجتماع که می‌توان گفت تک تک اعضای آن نقش چندانی در اداره کشور ندارند، اما مجموعه رفتار همه اشخاص، کشور را اداره می‌کند. این مسئله در اقتصاد البته روشن‌تر از سیاست است.
به گفته هربرت الکساندر سیمون «اگر سامانه‌ای به تعداد زیادی مؤلّفه که در ارتباط با یکدیگرند، تجزیه شود، رفتار هر جزء، تابع رفتار دیگر اجزاء است» که این خود بر پیچیدگی بررسی سامانه می‌افزاید.

## بررسی اجمالی
اصطلاح سامانه‌های پیچیده علمی است که در ان به بررسی نحوه ارتباط بین اجزا و رفتار جمعی آنها، نحوه ارتباط و برهمکنش با محیط اطراف می‌پردازد. سامانه‌های پیچیده، رفتارهای دسته جمعی سامانه را به عنوان یک هدف اساسی مورد مطالعه قرار می‌دهند؛ به همین علت، سامانه‌های پیچیده را می‌توان به عنوان یک پارادایم جایگزین برای فروکاست‌گرایی در نظر گرفت که تلاش می‌کند سامانه‌ها را از لحاظ اجزای تشکیل دهنده آن و تعاملات فردی بین آن‌ها توضیح دهد.
به عنوان یک گرایش بین رشته‌ای، سامانه‌های پیچیده، در مشارکت از بسیاری از زمینه‌های مختلف است مانند مطالعه خودسازمان‌دهی از فیزیک، نظم خودجوش از علوم اجتماعی، نظریه آشوب از ریاضیات، سازگاری از زیست‌شناسی و بسیاری دیگر؛ بنابراین سامانه‌های پیچیده اغلب به عنوان یک اصطلاح گسترده و دربرگیرنده رویکردهای مختلف پژوهشی در بسیاری از رشته‌های متنوع، از جمله فیزیک آماری، نظریه اطلاعات، سامانه غیر خطی، انسان‌شناسی، علوم رایانه، هواشناسی، جامعه‌شناسی، اقتصاد، روانشناسی و زیست‌شناسی مورد استفاده قرار می‌گیرد.

## مفاهیم کلیدی

### سامانه

سامانه‌های باز، دارای جریان ورودی و خروجی هستند که مبادلات مواد، انرژی یا اطلاعات را با محیط اطراف خود نشان می‌دهند.

سامانه‌های پیچیده عمدتاً به رفتار و خواص سامانه‌ها مربوط می‌شود. تعریف اجمالی یک سامانه، مجموعه ای است که اعضای ان از طریق تعاملات، روابط یا وابستگی‌ها، یک کل واحد را تشکیل می‌دهند. سامانه همواره با مرز ان تعریف می‌شود که جهان را به دو قسمت درونی و بیرونی که محیط خوانده می‌شود تقسیم می‌کند.
یک سامانه می‌تواند خواصی را ایجاد کند که الزاماً اعضا، ان خاصیت را ندارند؛ این خواص و رفتار سامانه از مشخصاتی است که چگونگی تعامل سامانه و تأثیر ان بر محیط (به عنوان مثال، در پاسخ به محرک‌های خارجی) تعیین می‌کند. به دلیل کاربرد وسیع و کاربردی بین رشته‌ای، مفاهیم سامانه نقش مرکزی در سامانه‌های پیچیده ایفا می‌کنند.
به عنوان یک گرایش مطالعاتی، سامانه‌های پیچیده یک زیر مجموعه از نظریه سامانه‌ها است. نظریه سامانه عمومی به‌طور مشابه بر رفتارهای جمعی اجزاء هم ارز تمرکز می‌کند، اما به کلاس‌های بسیار گسترده‌تری از سامانه‌ها، از جمله سامانه‌های غیر پیچیده‌ای نگاه می‌کند که در آن رهیافت معمول ممکن است پاسخ گو باشند. یکی از اهداف اصلی نظریه سامانه کشف و توصیف همه کلاس‌های سامانه و ابداع دسته‌هایی که برای محققان در زمینه‌های بسیار متنوع مفید باشد است.
همان‌طور که به سامانه‌های پیچیده مربوط می‌شود، نظریه سامانه‌ها تاکیدی است بر روابط و وابستگی‌های بین بخش‌های سامانه که می‌تواند خواص سامانه را تعیین کند. این همچنین چشم‌انداز بین رشته‌ای مطالعه سامانه‌های پیچیده را به وجود می‌آورد: مفاهیم خاصی که برای سامانه‌های پیچیده مهم هستند، از قبیل ظهور، حلقه‌های بازخورد و سازگاری نیز در نظریه سامانه‌ها وجود دارد.

### پیچیدگی
سامانه‌ها زمانی پیچیدگی پیدا می‌کنند که مدل‌سازی آن‌ها با روش‌های معمول امکان‌پذیر نیست. این بدان معناست که رفتار و خواصشان در هم تنیده هستند و نمی‌توان به سادگی آن‌ها را مدل کرد. هر گونه رویکرد مدل‌سازی که این مشکلات را نادیده می‌گیرد، لزوماً مدل‌هایی دقیق و مفید نیستند. هنوز هیچ تئوری کاملی برای سامانه‌های پیچیده مطرح نشده‌است، بنابراین محققان باید آن‌ها را در زمینه‌های خاصی حل کنند. محققان در سامانه‌های پیچیده با توجه به اهداف اصلی مدل‌سازی برای رسیدن به این مشکلات، به جای کاهش پیچیدگی سامانه‌های مورد علاقه خود، به این مشکلات پاسخ می‌دهند.
درحالی‌که هیچ تعریف دقیقی از پیچیدگی به‌طور کلی پذیرفته نشده، نمونه‌های بسیاری از پیچیدگی وجود دارد. مثلاً اگر آن‌ها رفتار آشوبناک داشته باشند (رفتارهایی که حساسیت شدید به شرایط اولیه دارند)، یا اگر آن‌ها ویژگی‌های برآمدگی داشته باشند (خواصی که اجزا در انزوا آشکار نمی‌کنند، بلکه از روابط و وابستگی‌های آن‌ها ناشی می‌شود)، یا در مدل‌های محاسباتی (اگر آن‌ها به تعدادی از پارامترها وابسته باشند که با توجه به اندازه سامانه به سرعت در حال رشد است).

### شبکه‌ها
اجزاء تعاملی یک سامانه پیچیده، شبکه ای را تشکیل می‌دهند که مجموعه ای از اشکال گسسته و روابط بین آن‌ها است. معمولاً به صورت گرافی از رأس‌های متصل به یال‌ها نمایش داده می‌شود. شبکه‌ها می‌توانند روابط بین اجزا در یک سامانه را به خوبی توصیف کنند.
شبکه‌ها اغلب دلیل پیچیدگی در سامانه‌های پیچیده را توصیف می‌کنند؛ بنابراین مطالعه سامانه‌های پیچیده به وسیلهٔ شبکه‌ها، بسیاری از کاربردهای مفید نظریه گراف و علم شبکه را امکان‌پذیر می‌سازد. بعضی از سامانه‌های پیچیده، همچنین دارای شبکه‌های پیچیده هستند که خواصی مانند انتقال فاز و توزیع توانی هستند که به راحتی به برآمدگی یا رفتارهای آشوبناک منجر می‌شوند.

## تاریخچه
مطالعات در مورد سامانه‌های پیچیده به دید انتزاعی از سال ۱۹۸۴ و در آزمایشگاه سانتافه در نیومکزیکو در ایالات متحده آمریکا آغاز شد. با گذشت اندکی مورد توجه بسیاری از محققان در دانشگاه‌ها و مراکز تحقیقاتی قرار گرفت.

## مثال‌هایی از سامانه‌های پیچیده

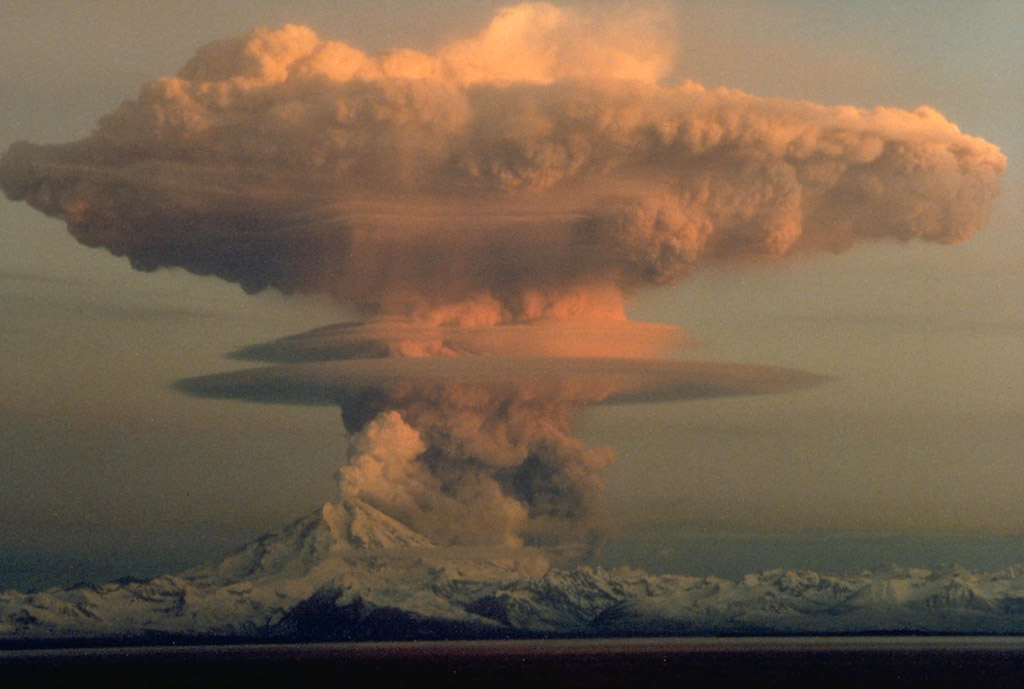
دود نوعی سامانه پیچیده‌است که برآیند حرکت ذره‌ها در آن رفتار کلی‌ای این‌گونه به نمایش می‌گذارد

اغلب پدیده‌های طبیعی و بسیاری از ساخته‌ها و آفرینش‌های امروزی انسانی را باید تحت مطالعات سامانه‌های پیچیده بررسی کرد. مثال‌های فراوانی می‌شود برای این سامانه‌ها ذکر کرد: سامانه‌های اقتصادی کلان، دستگاه عصبی موجودات زنده، یک سامانه فرومغناطیس در فیزیک آماری حتی یک سامانه آشوبناک در ریاضیِ یک سامانه تعینی و همچنین، موجودات زنده و از جمله خود انسان مثال‌های بارزی از سامانه‌های پیچیده هستند.

### شبکه عصبی
یک شبکه عصبی پیچیده مانند مغز انسان را تصور کنید که از حدود ۱۰۰ میلیارد سلول عصبی، به عنوان اعضایش، تشکیل شده‌است. مطمئناً کسی نمی‌پذیرد که هر کدام از این نورون‌ها دارای آگاهی از خود باشند و هر کدام مانند یک ماشین الکترومغناطیسی در حال فعالیت صفر و یکی است. اما سامانه پیچیده‌ای از این تعداد نورون در مغز ما توانسته‌است هوشیاری و آگاهی و فهم را به ارمغان بیاورد.
با این تعریف از آگاهی، برخی زنده بودن را به صورت کاملاً علمی همین پیچیده بودن تعریف می‌کنند.

### هشیاری سامانه
مقاله اصلی: هشیاری مصنوعی
یک سامانه متشکل از تعداد زیادی از اجزای کاملاً ناآگاه مثلاً اشیائی در نرم‌افزار درست مانند نورون‌های ناآگاه می‌تواند آگاهی پیدا کند.
در علوم اعصاب نیر گفته می‌شود که هشیاری ناشی از هم‌بستگی بخش‌های مختلف مغز است.
حال جا دارد که برخی مسائل اخلاقی در این حوزه را مثلاً در فلسفه هوش مصنوعی بیشتر مطالعه کنیم.

### تلاطم و آشوب
مقاله اصلی: آشفتگی
در مکانیک سیالات می‌توان یکی از اصلی‌ترین مسائل را آشوب یک سیال بیان کرد که البته حل مشخص تحلیلی برای آن نداریم اما می‌شود با مدلسازی آن به صورت یک سامانه پیچیده با تعداد بسیار زیاد مؤلفه آن را تعبیر کرد. البته در حل این مسئله مؤلفه‌ها مولکول‌های تشکیل‌دهنده سیال نیستند بلکه قسمت‌های موضعی هم‌دما و هم‌فشار هستند. درست مانند بررسی آب و هوا و وضعیت توده ابرها.

### زلزله
زلزله با وجود عوامل تأثیرگذار بسیار زیاد و البته رفتار غیرخطی و آشوبناک اولیه و عدم تقارن یک سامانه پیچیده به حساب می‌آید.
با مطالعه دقیق زمین‌شناختی به کمک تحلیل‌های به دست آمده از لرزه‌نگارها می‌توان از حدود عوامل مطلع شد و آن‌ها را مدل کرد.